# Efter solnedgang. "Nu skrider Dagen under, og Natten vælder ud"
Efter solnedgang. "Nu skrider Dagen under, og Natten vælder ud" er et oliemaleri på lærred, udført i 1899 af L.A. Ring. 
Maleriet fremstår ved første øjekast som et landskabsmaleri, men indeholder også elementer af symbolisme.
Ring var ateist, og hans malerier udforskede i udpræget grad motiver og symboler, der satte livets og dødens kræfter op imod hinanden. Maleriet Efter solnedgang. "Nu skrider Dagen under, og Natten vælder ud" er et eksempel herpå.
Maleriet er af Melby Kirke på toppen af en gravhøj om natten. I maleriet vælder dødningehoveder frem under kirkegårdens mur i bunden af billedet. Maleriet er sammenstykket i atelieret med motiver fra Helsingevejen fra Frederiksværk, Melby Kirke, Grønnæsse Skov og Arresø.
Værkets titel indeholder et citat fra en salme af Wilhelm Andreas Wexels "Nu skrider Dagen under" fra 1840, der starter med linjerne "Nu skrider Dagen under, og Natten vælder ud".